# Нільс Беєрут
Нільс Беєрут (швед. Nils Bejerot; 21 вересня 1921, Норртельє, Швеція — 29 листопада 1988, Стокгольм, Швеція) — шведський психіатр та криміналіст, доктор медичних наук, відомий своїми роботами про наркотичну залежність, автор терміна «стокгольмський синдром». Теорії Беєрута лягли в основу стратегії щодо вирішення проблеми наркотиків у Швеції. Вони досі мають значний вплив на антинаркотичну політику Швеції. Деякі автори висловлюють припущення, що Нільс Беєрут практично самостійно сконструював «шведську модель» політики щодо питання наркотиків.

## Життєпис
Нільс Беєрут народився 21 вересня 1921 року в Норртельє, Швеція. Його батьки працювали касирами у місцевому відділенні банку «Upland Bank». Не будучи надто активним учнем, Нільс більше цікавився скаутським рухом. У 1936 році, коли батька перевели в інше відділення, його сім'я переїхала у Естгаммар. У 15-річному віці у Беєрута почалися крововиливи в легенях у зв'язку з перенесеним туберкульозом. Він був відправлений у пансіонат, де провів 3 роки. 
Незважаючи ні на що, Беєрут описує час, проведений там, як щасливий період свого життя. Серед пацієнтів панувала позитивна атмосфера, незважаючи на те, що приблизно 1/3 з них померли. Перебуваючи у пансіонаті він познайомився людьми різного віку з різним досвідом, і спілкування з ними спонукало його згодом зайнятися політичною діяльністю, вступити в Комуністичну партію та інші соціалістичні організації. 
Коли Нільс Беєрут почав вивчати медицину, в 1947 році, він був у числі студентів, що відставали у навчанні, в основному через надмірну зайнятість громадською та політичною діяльністю.
Після першого курсу під час поїздки з міста Шамац у Сараєво (колишня Югославія) він познайомився з англійською медсестрою Керол Моріс, пізніше вони побралися.

### Психіатрія
У 1952—1954 роках Беєрут працював асистентом у Каролінському інституті, отримавши в ньому базову медичну освіту. У той же час Нільс Беєрут написав свою першу книгу проти насильства у коміксах.
Будучи заступником фахівця з соціальної психології Ради у справах дітей та молоді Стокгольма, Беєрут у 1954 році першим з європейських лікарів виявив та описав випадки внутрішньовенного вживання наркотиків підлітками.
У 1956 після промови Хрущова на XX з'їзді КПРС, Беєрут засумнівався в комуністичній системі; ілюзія світлого майбутнього комунізму ще більше похитнулася після введення радянських військ в Угорщину. Беєрут припинив політичну діяльність і зосередився на медицині.
У 1957 році Беєрут отримав науковий ступінь з медицини в Каролінському інституті у Стокгольмі.
З 1957 по 1962 рік Беєрут вивчає психіатрію у лікарні «Sodersjukhuset» та «Лікарні Святого Георгія» в Стокгольмі.
Починаючи з 1958 року, Беєрут працював консультуючим психіатром в стокгольмському відділенні поліції, а з 1965 року — терапевтом в стокгольмської в'язниці попереднього ув'язнення. Його пацієнтами були арештанти, багато з яких були стокгольмськими алкоголіками і наркоманами. 
Пізніше він став співавтором дослідження з наркотичної залежності в Шведському національному раді медичних досліджень, а потім читав лекції з соціальної медицини у Каролінському інституті.
У 1963 році Беєрут вивчав епідеміологію і медичну статистику в «Лондонській школі гігієни та тропічної медицини» (англ. London School of Hygiene & Tropical Medicine), отримавши грант від Всесвітньої організації охорони здоров'я.

### Дослідження
У 1965 році Беєрут почав брати участь в обговоренні проблеми наркоманії у Швеції, закликаючи до жорстких заходів щодо запобігання цій новій і швидкозростаючою проблеми. Він ретельно спостерігав за досить незграбним експериментом з узаконення героїну, амфетаміну та інших наркотиків наркоманам. Ці спостереження стали основою його дисертації по епідемічного розповсюдження наркотиків. Беєрут стверджував, що подібна програма збільшить кількість наркоманів. Організувавши підрахунок слідів ін'єкцій у осіб, які потрапили в поліцію, він довів, що число залежних в Стокгольмі протягом експерименту продовжувало швидко зростати. Програма була припинена у 1968 році.
Поняття «епідемічна наркоманія» було, ймовірно навіяно тодішніми дебатами у Британії. Широке урядове дослідження «Brain Report», проведене в Сполученому Королівстві (1965), описувало наркоманію як «соціально заразне стан». Другий «Brain Report» рекомендував організацію спеціальних лікувальних центрів, де героїнових наркоманів можна було лікувати в ізоляції від суспільства. Беєрут вивчав епідеміологію в Лондоні у 1963 році. Починаючи з 1968 року, у своїх роботах і лекціях він почав регулярно обговорювати відмінності наркозалежності.
В серії коротких «Нарисів з повсякденного життя» (швед. Vardagsbilder), що охоплюють період з 1982 по 1988 рр., Беєрут описав кілька цікавих випадків наркотичної залежності, психічних хвороб і т. п. зі своєї практики, кожен раз наголошуючи пов'язані з цим недоліки або проблеми в системі суспільного добробуту. Він люто критикував тих лікарів і соціальних працівників, які, діючи як ніби з найкращих спонукань, займалися «балаканиною» і через свою абсолютної некомпетентність — створювали «десятки тисяч соціальних інвалідів». 
У 1969 році Беєрут став одним із засновників Союзу за суспільство без наркотиків (Association for a Drug-Free Society «RNS»), який до цих пір грає важливу роль у формуванні політики Швеції щодо наркотиків. RNS не приймає ніяких державних грантів. [8] [9] Беєрут попередив про наслідки «епідемічної залежності», що розповсюджується молодими, психологічно і соціально нестабільними людьми, і зазвичай пов'язаної з безпосереднім особистим залученням до вживання заради ейфорії п'янких засобів, що не схвалюваних суспільством.
У 1972 році роботи Беєрута стали однією з причин посилення в Швеції максимального покарання за тяжкі наркозлочини — до 10 років тюремного ув'язнення.
Нільс Беєрут сказав
|  | «Намагатися перемогти наркоепідемію шляхом індивідуального лікування — це приблизно те ??ж саме, що намагатися перемогти малярію, відловлюючи комарів. Цією справою може займатися величезна кількість людей, але результати будуть незначні. Що ж необхідно зробити? Осушити болото...» |

У 1974 році він був запрошений як один із 21 наукових експертів з марихуани у комісію Сенату США по епідемії вживання марихуани і її впливу на безпеку Сполучених Штатів.
У 1975 році Беєрут стає доцентом Каролінського інституту та пише докторську дисертацію про наркозалежності та антинаркотичної політики.
У 1979 році Беєрут отримав звання почесного професора, якого Шведський уряд удостоює лише кількох людей в рік.
Його дослідження охоплюють такі широкі області, як епідеміологія нарковживання, динаміка наркозалежності і непослідовність політики охорони здоров'я. Беєрут провів велику кількість лекцій в різних частинах Швеції. Протягом 30 років він активно лобіював повну заборону всіх наркотиків, включаючи заборону на володіння і вживання коноплі. Він опублікував понад 600 наукових праць і критичних статей в різних виданнях, а також опублікував понад 10 книг з цієї теми. Його дводенні курси прослухало в цілому близько 100 000 осіб. Протягом багатьох років він читав лекції про наркоманію, психічних хворобах і мистецтві ведення переговорів у «Polishogskolan» (Шведський поліцейський коледж). Він навчав майже кожного офіцера Шведської поліції, через що отримав прізвисько «polisdoktorn» (Доктор поліції).
У 1974 році Беєрут опублікував працю «Зловживання наркотиками і антинаркотична політика» (швед. Narkotikamissbruk och narkotikapolitik), за яку Каролінський інститут присвоїв йому ступінь доктора медичних наук. За рішенням Шведського інституту Карнегі від 1982 року він був призначений Директором з науково-дослідної роботи інституту і залишався на цій посаді до своєї смерті. 
У 1987 році пожежа повністю знищила будинок, бібліотеку і архів Беєрута. Сам він не сумнівався в тому, що це був підпал, проте слідство так і не дало результату, і через дев'ять місяців справа була закрита. 
Беєрут помер у 1988 році. На його похоронах були присутні більше 900 осіб — від колишніх наркоманів до членів шведського парламенту.

## Кар'єра
Беєрут найбільш відомий завдяки наступному:
- Його роль як консультанта по психіатрії під час пограбування банку «Kreditbanken» у 1973 році і введення терміна «стокгольмський синдром», для позначення співчуття заручників до їх загарбникам[15][16]. Термін «стокгольмський синдром» згодом набув широкого використання в Інтернету.
- Його непримиренна опозиція легалізації та програмою виписці наркоманам рецептів на наркотики. Він виступав за нульову терпимість до незаконного вживання наркотиків і володіння ними, включаючи всі заборонені речовини, що можна спостерігати зараз в законодавстві Швеції. На початку 1980-х років він став одним з 10 людей, найбільш вплинули на громадську думку в Швеції. Управління ООН з наркотиків і злочинності і багато інших організацій оцінили внесок Беєрута в шведську стратегію проти рекреаційного вживання наркотиків. Його вимога нульової терпимості як політики держави довгий час вважалося екстремістським, але в кінці 1970-х думку суспільства змінилося. Без сумніву, саме він зробив найбільший внесок у зміну Шведської наркополітики в рестиктивне русло[14][17], що зробило його образ суперечливим як за життя, так і після смерті[18] . Багато хто вважав Беєрута гуманістом, захищає формування життєздатної антинаркотичної політики, а Роберт Дюпон відгукувався про нього як про «героя боротьби Швеції з наркоманією»[19]. Інші бачать в ньому реакціонера, ускладнюють введення нових методів лікування залежності[20].
- Його рішучий протест проти насильства в журналах коміксів, який був виражений у книзі «Діти, комікси, суспільство», («швед. Barn, serie, samhalle», 1954), яка була, в свою чергу, у значній мірі, адаптацією книги Фредеріка Вертама «Розбещення невинних» (англ. Seduction of the Innocent), опублікованій в тому ж році.

фактори, що впливають на збільшення ризику залежності
До того, як Беєрут у 1965 році почав брати участь в обговоренні проблеми наркотиків, наркоманія в Швеції вважалася приватною проблемою здоров'я, а правові заходи застосовувалися до наркоділерам. До 1968 року максимальним покаранням за тяжкі злочини пов'язані з наркотиками був 1 рік у в'язниці. Беєрут підкреслював важливість протистояння попиту на наркотики, протистояння зловживанню ними, виняткову роль самих споживачів в залученні в вживання новачків. Політику, спрямовану як проти торговців, він вважав неефективною.
Він також брав під сумнів те, що безробіття і зниження рівня життя пояснюють зростання споживання наркотиків, проти чого в свою чергу виступали деякі з його коментаторів тих часів. Беєрут вказував, що зловживання алкоголем в Швеції в 1930-х роках було дуже обмежена, не дивлячись на безробіття і економічна криза.
Натомість Нільс Беєрут підкреслював важливість п'яти інших факторів, що підвищують ризик виникнення наркоманії у індивіда та епідемічного поширення наркозалежності:
- Доступність наркотичної речовини
- Наявність грошей для придбання речовини
- Наявність вільного часу для вживання речовини
- Приклади вживання речовини в найближчому оточенні
- Громадська думка, терпимо ставиться до вживання[21].

Беєрут підтримував гіпотезу, згідно з якою сформувалася залежність уже не є симптомом якого-небудь неблагополуччя (психологічного, економічного і т. П.), А стає самостійним захворюванням. Її розвиток не може бути зупинено видаленням пускового фактора. Залежність має силу і властивостями природних потреб (таких, як потреба в сні, в їжі та ін.): Її можна розглядати як потреба, штучно сформовану шляхом хімічної стимуляції «центру задоволення». Він порівнював залежність з дуже сильною закоханістю.
Він порівнював залежність з дуже сильною любов'ю, вказуючи, що залежність — це «емоційна прив'язаність, придбана за допомогою навчання, яка час від часу або постійно проявляється в цілеспрямованому стереотипному поведінці з властивостями і силою інстинкту, що має на меті специфічне задоволення або уникнення специфічного дискомфорту».
Це, однак, не слід розцінювати як свідчення невиліковність залежності. Залежність є «вивченої», і тому можна перевчитися, навчитися жити без наркотиків. Лікування залежності має мати на меті повну відмову від наркотиків. На відміну від інших авторів, що пропонують домагатися зниження побічних ефектів, зниження шкоди , Беєрут критикував, наприклад, роботу лікувальних програм з тривалої метадонової підтримкою для опіатних наркоманів, що не ставлять завдання звільнення від наркотиків.

### Праці
- Bejerot N. The drugs question and society. Stockholm: Aldus / Bonnier, 1968.
- Bejerot N. Drug Abuse and Drug Policy — An epidemiological and methodological study of drug abuse of intravenous type in the Stockholm police arrest population 1965-1970 in relation to changes in drug policy. Copenhagen, 1975

## Вшанування пам'яті
До 65-річчя від дня народження Беєрута, у 1986 році, в книзі «Нільс Беєрут — людина і його праці» (швед. Nils Bejerot - Mznniskan och Verket) була опублікована його бібліографія, що становить понад 600 праць. 
У 1993 році група друзів і співробітників опублікувала пам'ятну книгу «Нільс Беєрут — вчений, просвітитель та першопроходець у боротьбі проти наркотиків» (швед. Nils Bejerot - Forskaren, folkupplysaren, pionjzreni kampen mot narkotika). 
«Всесвітня федерація по боротьбі з наркотиками» (WFAD) заснувала премію імені Нільса Бейрута у 2010 році. Першим лауреатом премії став  європейський дипломат Антоніо Марія Коста.